# أييوس كونستانتينوس (أتيكي)
أييوس كونستانتينوس (Άγιος Κωνσταντίνος) هي مدينة في إقليم أتيكا في اليونان.
يبلغ عدد سكانها حوالي 1380 نسمة.